# Waterman & Chamberlain
Waterman & Chamberlain war ein US-amerikanischer Hersteller von Automobilen.

## Unternehmensgeschichte
Das Unternehmen hatte den Sitz in Medford in Massachusetts. Es stellte 1900 einige Automobile her, die als Waterman & Chamberlain vermarktet wurden.

## Fahrzeuge
Die Fahrzeuge hatten einen Ottomotor. Für den Motor ist die Bezeichnung Crest Duplex überliefert, was darauf hindeutet, dass ihn die Crest Manufacturing Company herstellte. Er war unter dem Sitz montiert. Die Kraftübertragung zur Hinterachse war eine besondere Konstruktion. Der Rest des Fahrzeugs entsprach vielen Konkurrenzmodellen. Der offene Aufbau bot Platz für zwei Personen.